# Graf-Schack-Allee

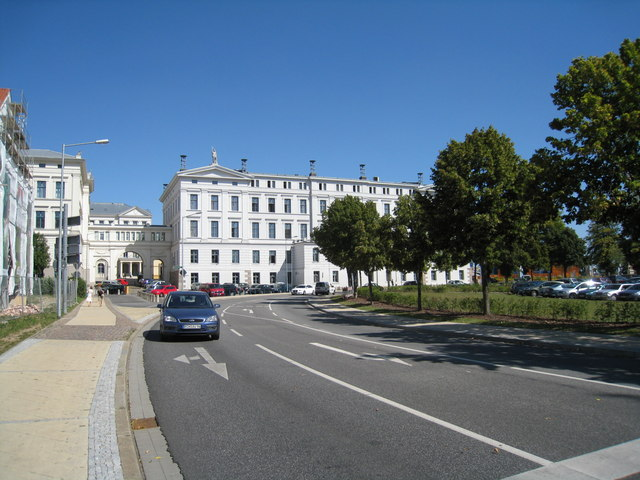
Staatskanzlei

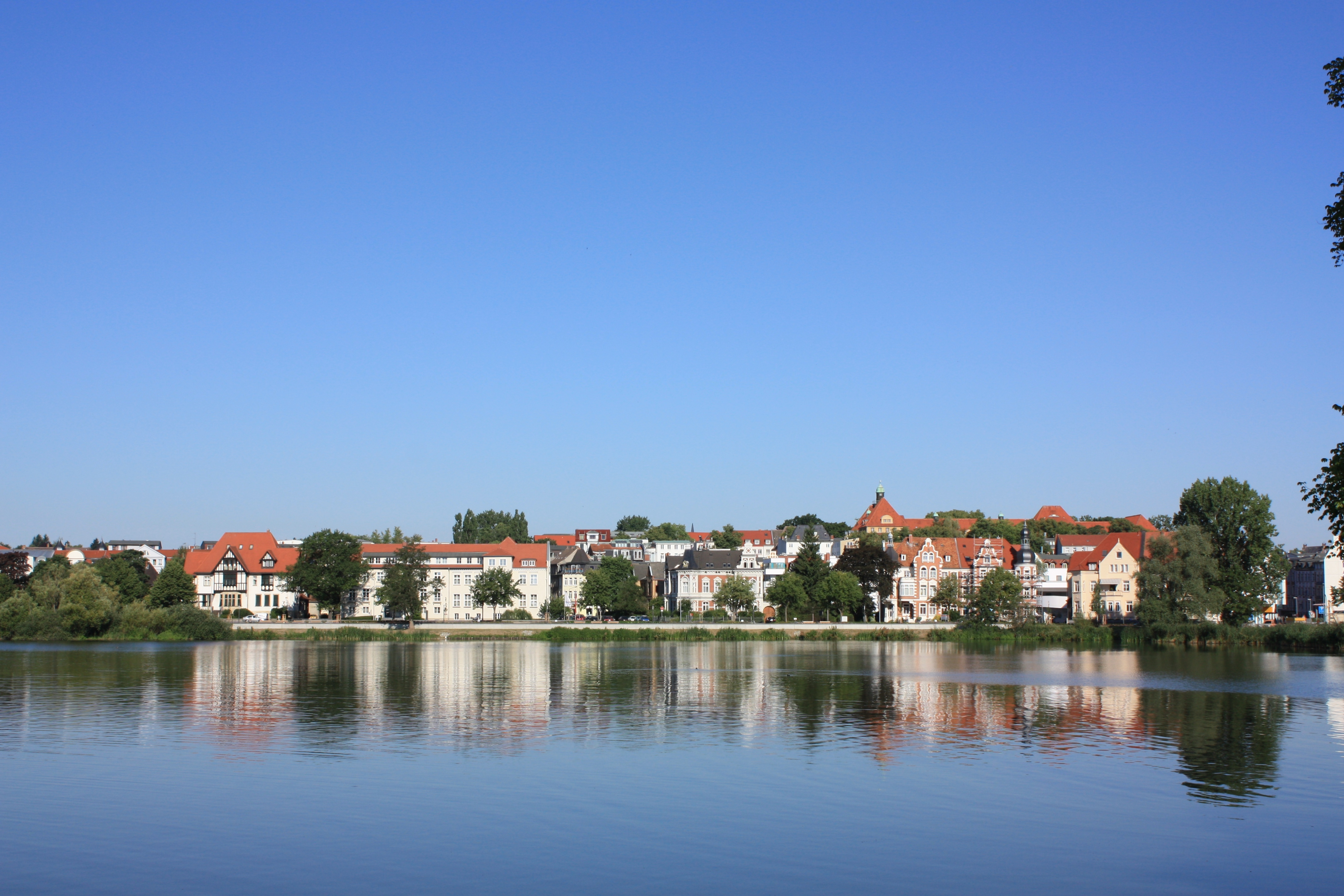
Nr. 6 bis 12

Die Graf-Schack-Allee ist eine 1100 m lange Straße in Schwerin in der Altstadt und der Feldstadt. Sie führt in Nord-Süd-Richtung vom Alten Garten/Schloßstraße vorbei am Burgsee bis zur Johannes-Stelling-Straße / Platz der Jugend sowie Ludwigsluster Chaussee und die Straße Ostorfer Ufer. 

## Nebenstraßen
Die Neben- und Anschlussstraßen wurden benannt als Alter Garten nach dem zentralen repräsentativen Platz, Schloßstraße nach dem Schweriner Schloss (früher Mühlen- und Burgstraße), Klosterstraße (1851 Hinterm Klosterhof) nach dem Franziskanerkloster Schwerin (1236–1548), Geschwister-Scholl-Straße nach den Widerstandskämpfern, Heinrich-Mann-Straße nach dem Schriftsteller, Mecklenburgstraße nach dem Land, Platz der Jugend, Johannes-Stelling-Straße nach dem Politiker (SPD) und Ministerpräsidenten (1921 bis 1924) des Freistaates Mecklenburg-Schwerin Johannes Stelling (1877–1933, ermordet) sowie Ludwigsluster Chaussee nach der Stadt und Ostorfer Ufer nach dem Ostorfer See.

## Geschichte

### Name
Die Straße wurde benannt nach dem Adelsgeschlecht Schack, das auch in Mecklenburg wirkte. Der Namensgeber Graf Adolf Friedrich von Schack (1815–1894) war ein in Schwerin-Schelfstadt geborener Dichter, Kunst- und Literaturhistoriker sowie Jurist und Diplomat. 1852 bis 1855 wohnte er auf dem Gut in Zülow.
Zuvor hieß die Straße Beaugency Straße nach der Schlacht bei Beaugency vom Dezember 1870, die im Deutsch-Französischen Krieg zwischen der Armeegruppe des Großherzogs von Mecklenburg und der französischen Loirearmee stattfand.

### Entwicklung

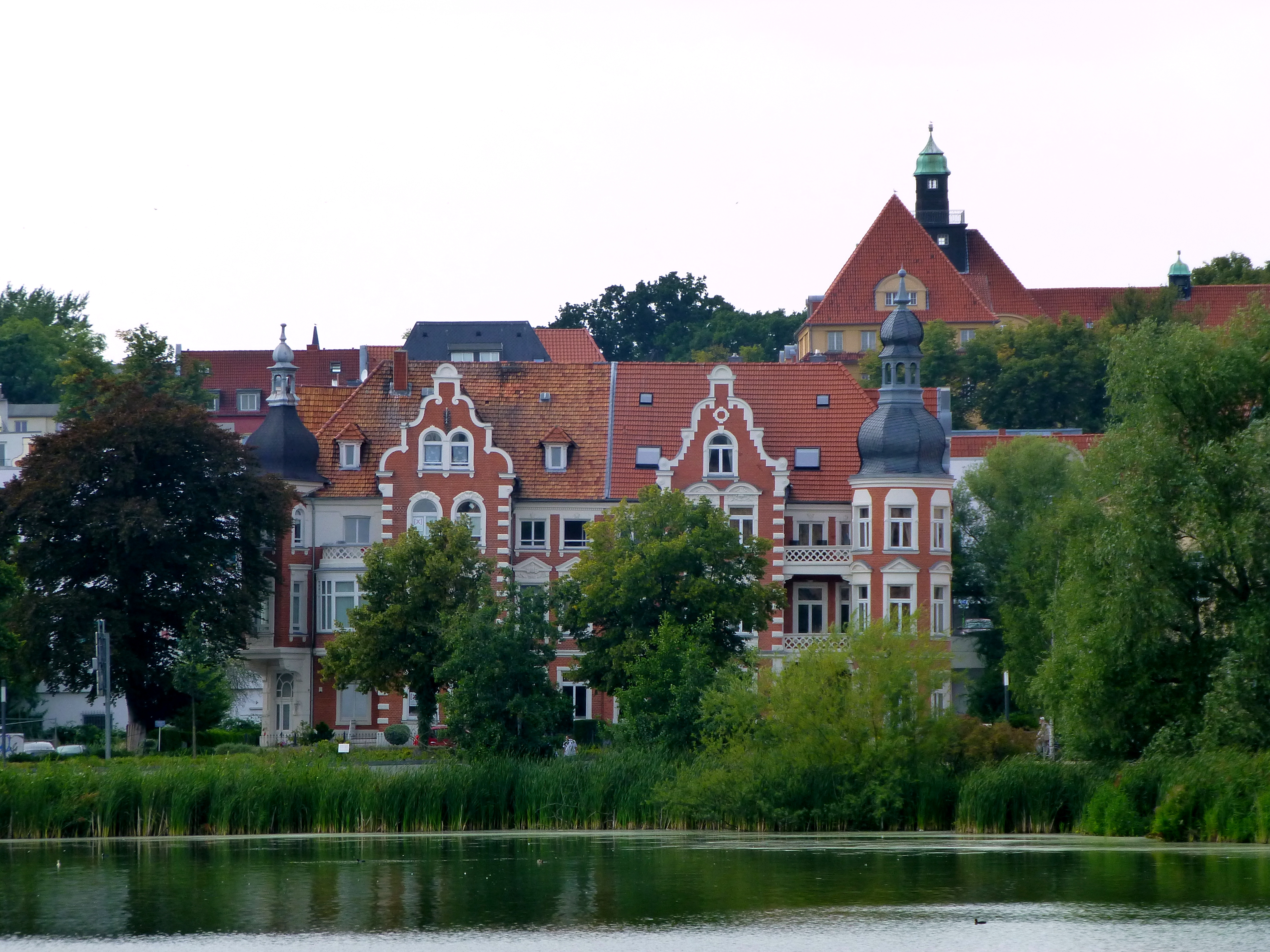
Nr. 8/9

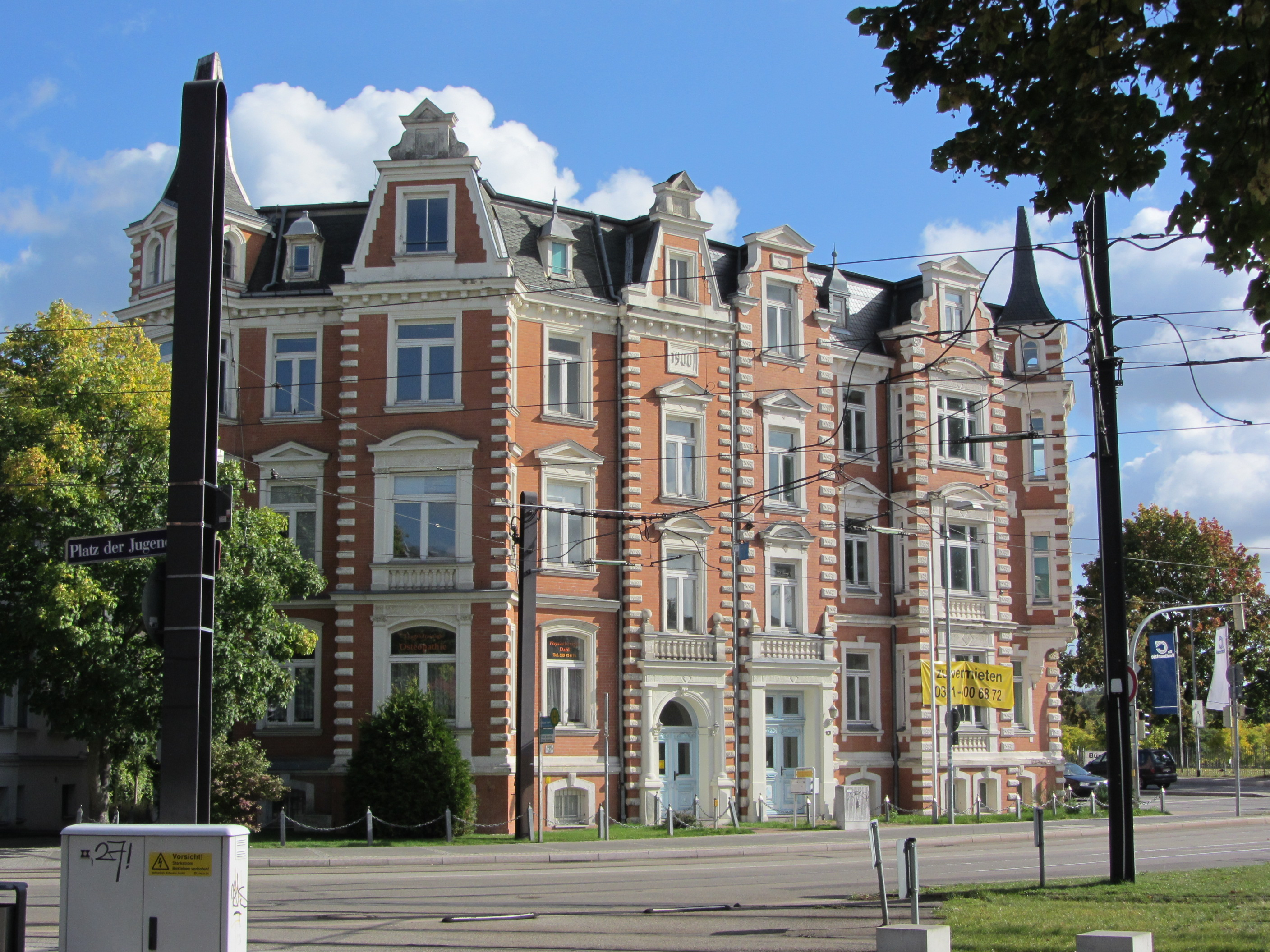
Platz der Jugend 8/10

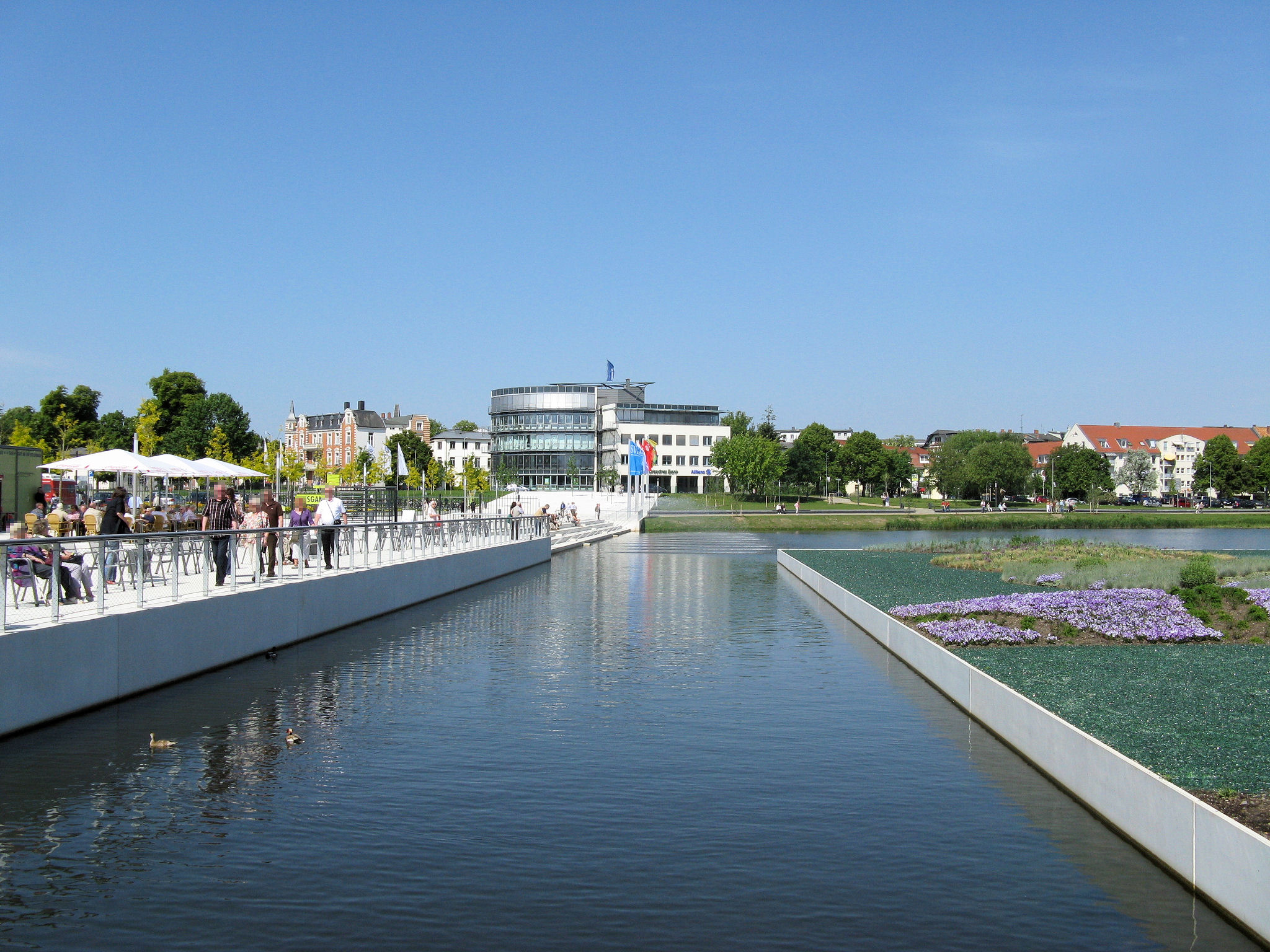
BUGA 2009: Burgsee, Straße im Hintergrund mit Neubau Nr. 20

Noch im 19. Jahrhundert führte ein Fließgraben vom Pfaffenteich bis zur bis 1853 betriebenen Grafenmühle und dann parallel zur Klosterstraße in den Burgsee. Von 1843 bis zum Ende des 19. Jahrhunderts erfolgte im nördlichen Teil der Mecklenburgstraße bis zur Schloßstraße eine Bebauung. Am Ende des 19. Jahrhunderts wurden nördliche Bereiche des Burgsees mit Hausmüll und Bauschutt verfüllt. Danach entstanden auch die Häuser im südlichen Bereich der Mecklenburgstraße, am Platz der Jugend und an der Westseite der Graf-Schack-Allee.
Im Rahmen der Städtebauförderung wurde das Gebiet der Alt- und der Feldstadt Sanierungsgebiet, und Mitte der 1990er Jahre bis Ende der 2000er Jahre erfolgte die Sanierung vieler Häuser.
2009 fand die Bundesgartenschau Schwerin (BUGA 2009) statt und der nach Süden erweiterte Burgsee war dabei ein zentraler Bereich mit dem Garten des 21. Jahrhunderts und den Schwimmenden Wiesen.
Verkehrlich wird die die Straße am Platz der Jugend von den Straßenbahnlinien 1, 2 und 4 sowie den Buslinien 5, 7, 8, 14 und 19 der Nahverkehr Schwerin GmbH (NVS) tangiert und durch die Buslinie 10/11 erschlossen.

## Gebäude, Anlagen (Auswahl)
An der Straße stehen einseitig zumeist zwei- bis viergeschossige freistehende Gebäude. Die mit (D) gekennzeichneten Häuser stehen unter Denkmalschutz.
- Schloßstraße Nr. 2/4: 3- bis 5-gesch. klassizistisches, dreiflügliges Kollegiengebäude I von 1825 bis 1834 (D) mit Mezzaningeschoss und terrassiertem Ehrenhof nach Plänen von Carl Heinrich Wünsch und Georg Adolf Demmler auf dem Gelände des 1554 zerstörten Franziskanerklosters Schwerin, nach Brand von 1865 wieder errichtet, heute Staatskanzlei
- Schloßstraße Nr. 6/8: 3- bis 4-gesch. neoklassizistisches Kollegiengebäude II von 1890/92 (D) nach Plänen von Georg Daniel mit Mezzanin; Vorbild war das Kollegiengebäude I, heute Ministerium
- Nr. 2: 2-gesch. 14-achsiges neoklassizistisches Landeshauptarchiv Schwerin von 1909/11 (D) mit mittlerem Giebelrisalit nach Plänen von Paul Ehmig, 2010 saniert
- Nr. 6: 2-gesch. historisierende ehem. Villa mit 3-gesch. rundem Ecktürmchen und seitlichen Giebelrisaliten, evtl. nach Plänen von Paul Korff, heute Bürohaus mit Praxen
- Nr. 7: 3-gesch. Wohn- und Bürohaus (D) mit Ecktürmchen und zwei barockisierenden Giebeln; Eigentum der Rittergutsbesitzerin Margarete Diestel, 1935 von Rudolph Karstadt als Alterssitz gekauft.[2]
- Nr. 8/9: 3-gesch. Wohnhaus von um 1900 im Stil der Neorenaissance (D) mit zwei Giebelteilen und einem runden und einem quadratischen Ecktürmchen mit einer Laterne; heute auch Bürohaus mit Praxen, Firmen und dem VermieterVerein
- Nr. 10: 2-gesch. Gebäude im Stil der Gründerzeit mit ausgeprägtem Eckgiebel und seitlichem 3-gesch. Giebel, u. a. Sitz der NORD/LB
- Nr. 10a: 3-gesch. neueres Gebäude als Haus der Verbände mit Staffelgeschoss und zwei Giebelrisaliten
- Nr. 11: 2-gesch. Verwaltungsgebäude (D) mit mittigem Giebelrisalit mit Fachwerkfassade, ehem. repräsentative Villa
- Nr. 12: 3-gesch. Verwaltungshaus der IHK zu Schwerin als Ludwig-Bölkow-Haus von 2010 nach Plänen vom Büro Hadi Teherani (Hamburg), Belobigung beim Landesbaupreis 2012
- Parkplatz vor den Häusern Mecklenburgstraße Nr. 103 bis 113
- Nr. 20: 4- und 5-gesch. neues Geschäfts- und Ärztehaus von nach 2000 mit der Zentral-Apotheke Graf-Schack
- Platz der Jugend Nr. 8/10: 3-gesch. Verwaltungsgebäude von um 1900 im Stil der Gründerzeit (D), ehem. Wohnhaus mit ausgeprägtem Eckgiebel und fünf weiteren Giebelrisaliten, heute auch Beratungsstelle der Arbeiterwohlfahrt (AWO)
- Platz der Jugend 12/14: Zwei klassizistische Berliner Torhäuser von 1844 (D) auf beiden Seiten der Straße, Säulen mit dorischem Kapitell
- Platz der Jugend Nr. 17 bis 23: Vier 3-gesch. Wohnhäuser von um 1900 (D) im Stil der Gründerzeit

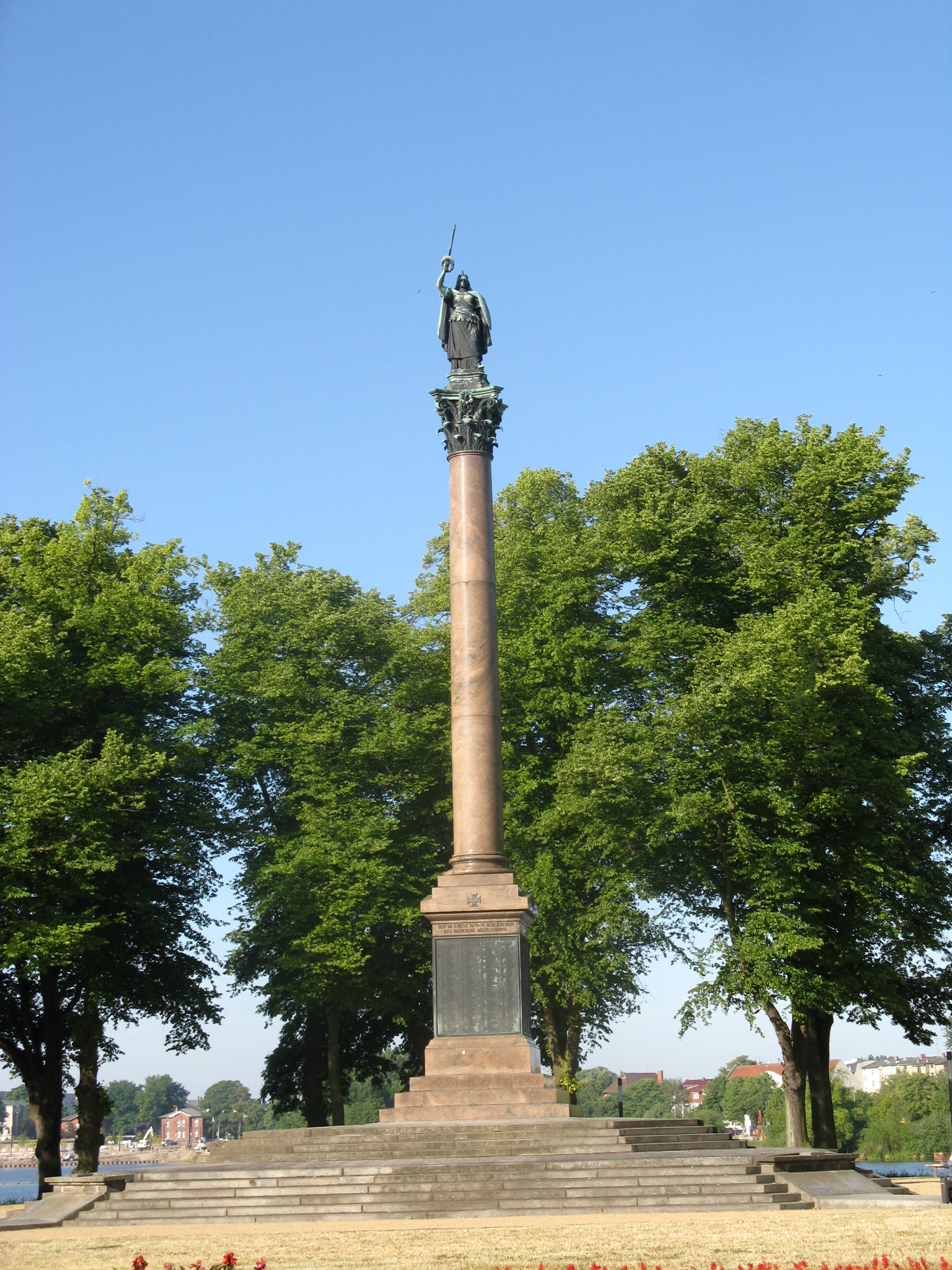
Siegessäule

- Platz der Jugend Nr. 25: 2-gesch. Anna-Hospital von 1902 (D) im Stil der Gründerzeit, Krankenhaus bis 1994, heute Schloßkirchengemeinde Schwerin, Einsatzstelle der Diakonie-Sozialstation Dom/Schloss, Seniorenbegegnungsstätte, Kita, diakonische Montessori-Schule und Anna-Hospital-Stiftung.

### Denkmale, Gedenken
- Beim Schloss: Siegessäule von 1874 mit korinthischem Kapitell und der bekrönenden allegorischen Frauenfigur Megalopolis, die das Land Mecklenburg verkörpert; Kriegerdenkmal für 1864, 1866, 1870/71 des Landes Mecklenburg-Schwerin, Säule von Hermann Willebrand, Figur von Gustav Willgohs.

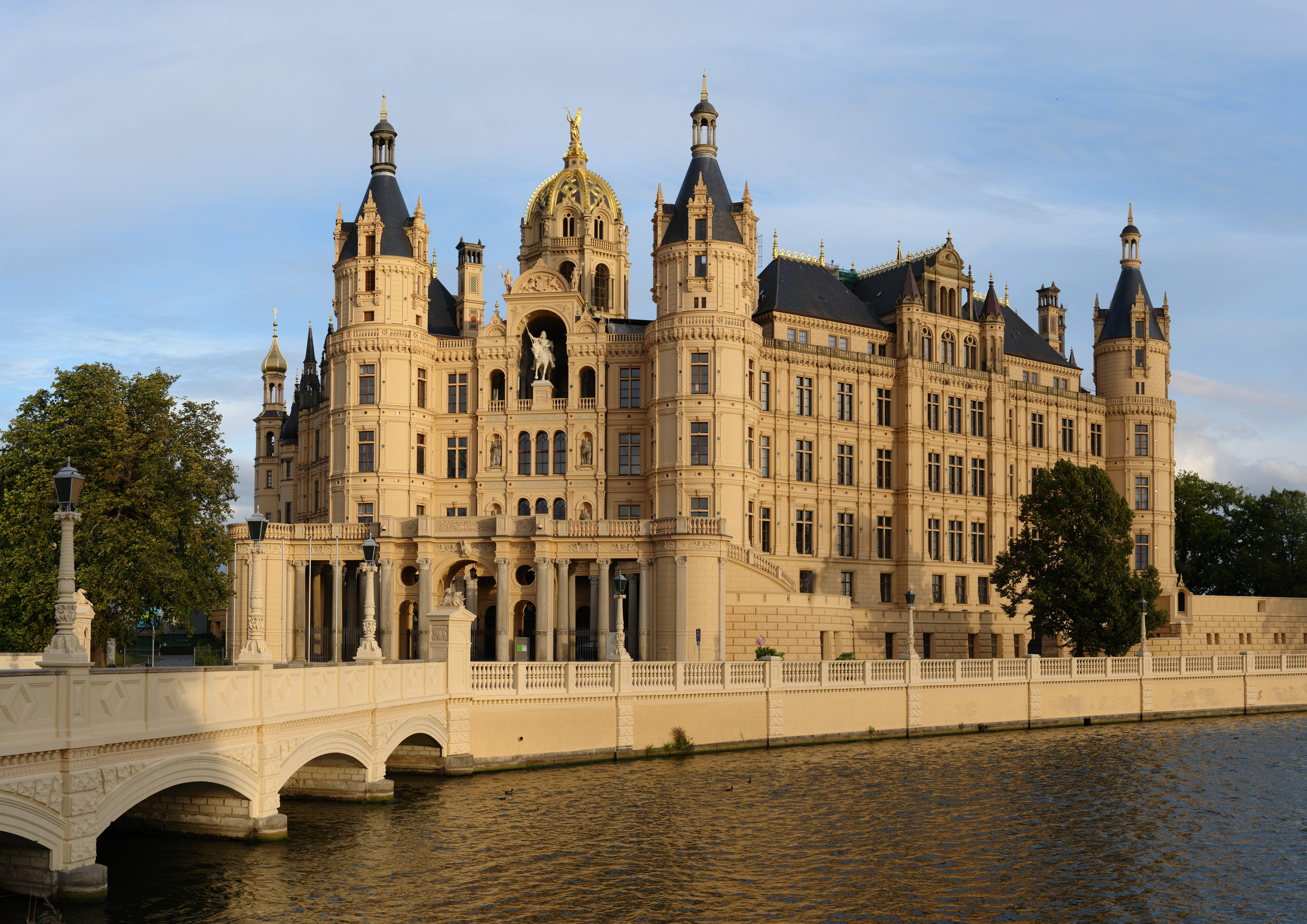
Schloss
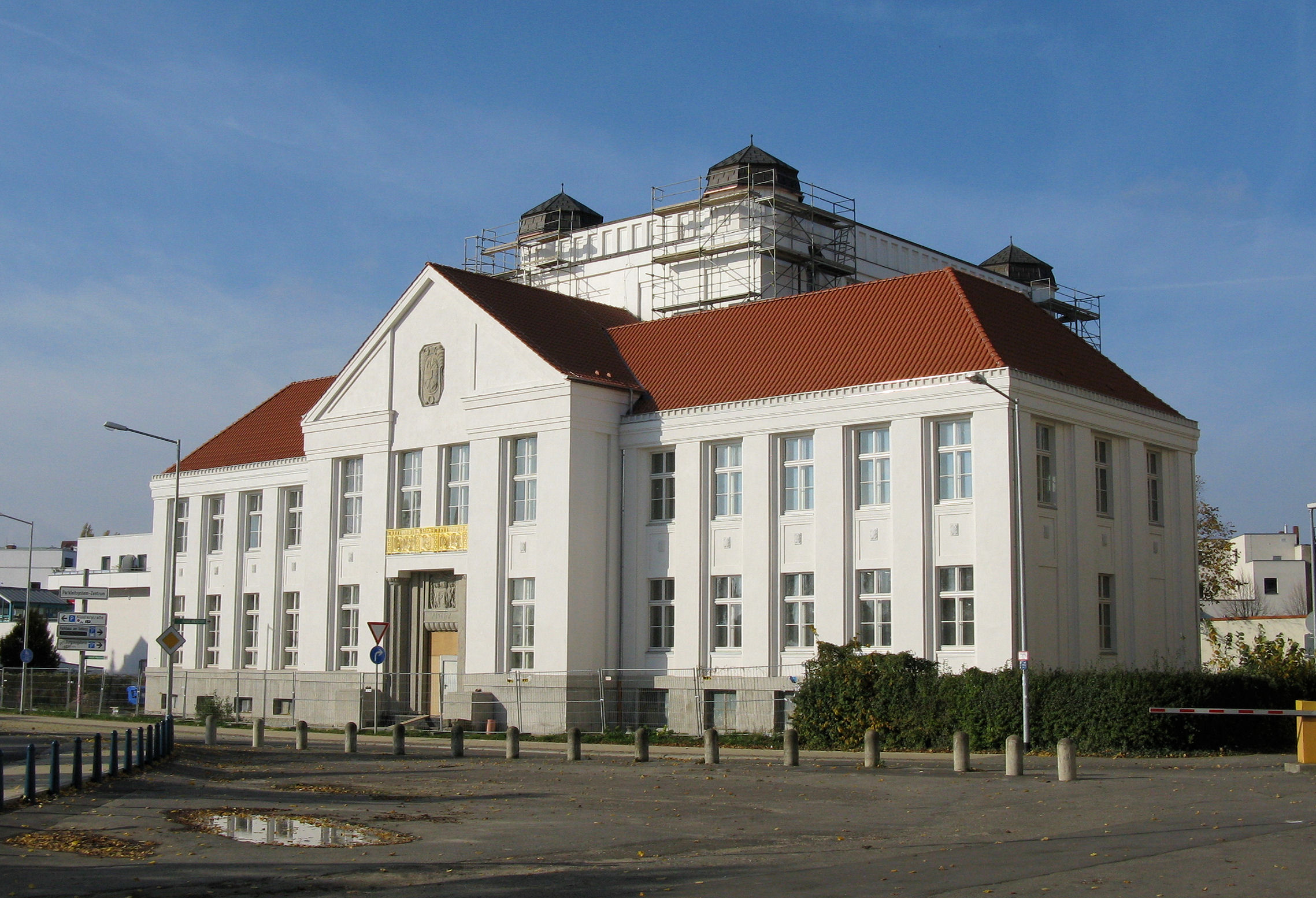
Nr. 2: Landeshauptarchiv
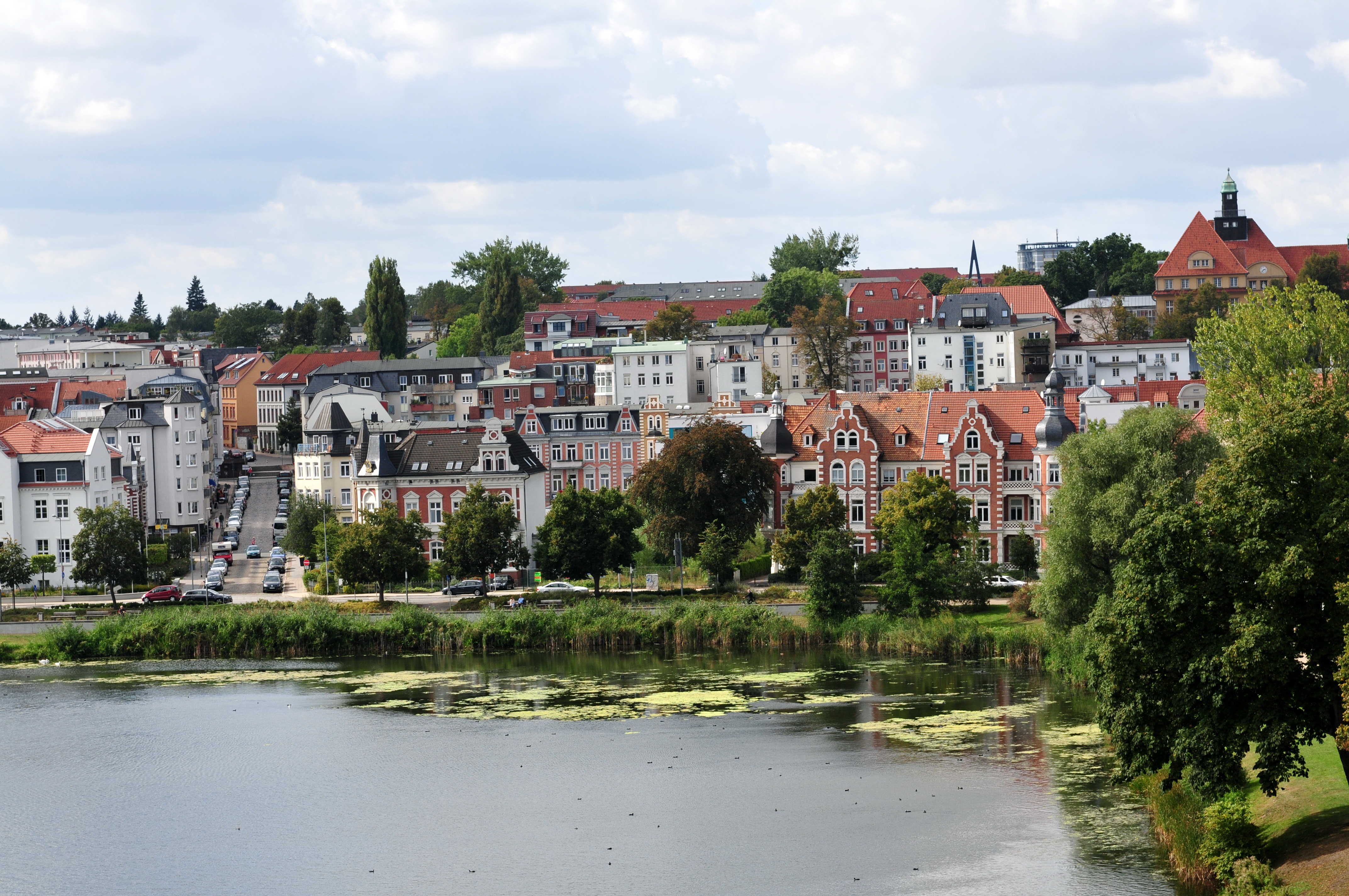
Burgsee Höhe Heinrich-Mann-Straße
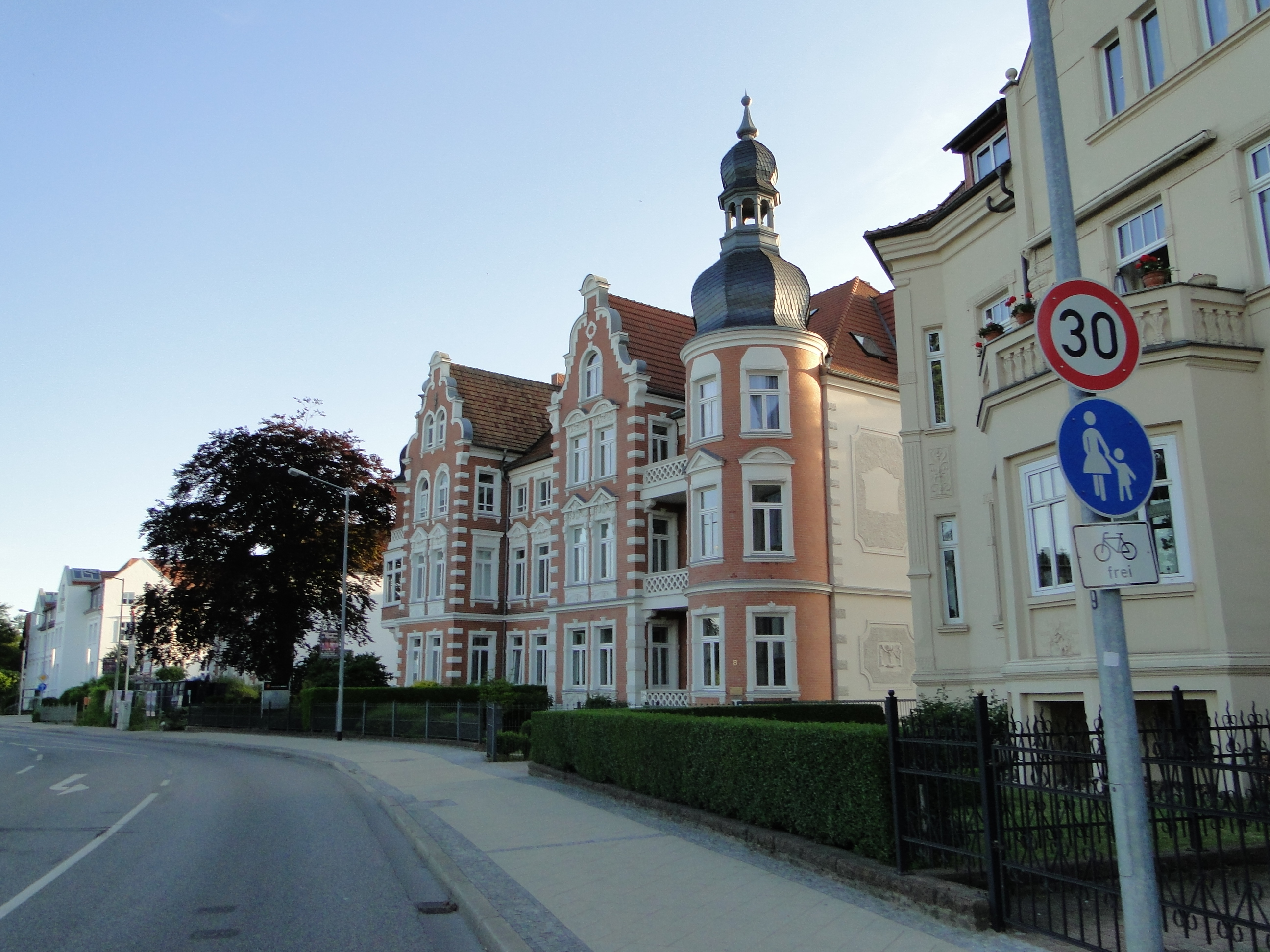
Nr. 7 bis 11
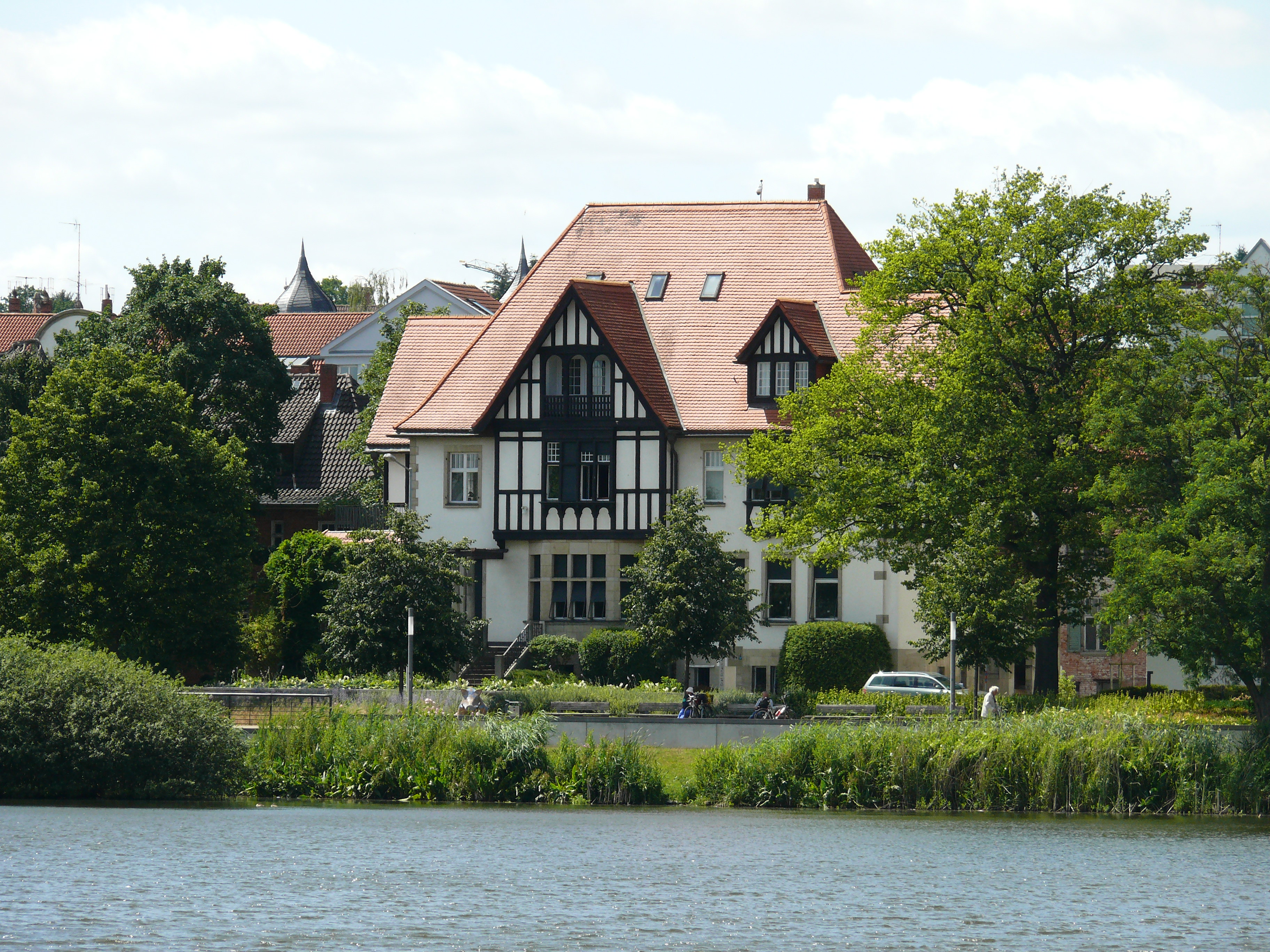
Nr. 11
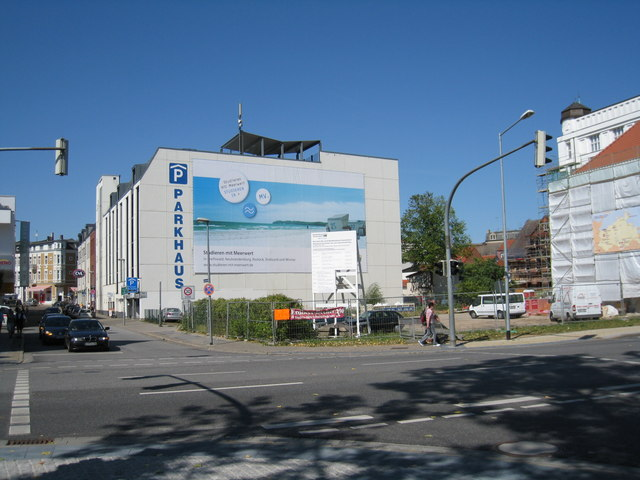
Baulücke vor Parkhaus